# Иран на Летњим олимпијским играма 2016.
Иран је учествовао на Летњим олимпијским играма 2016. које су одржане у Рио де Жанеиру у Бразилу од 5. до 21. августа 2016. године. Олимпијски комитет Ирана послао је 63 квалификованих спортиста у петнаест спортова. Спортисти Ирана освојили су осам медаља, од тога три златне. Пет медаља освојено је у рвању, две у дизању тегова и једна у тековондоу. Медаљу у теквондоу освојила је Кимиа Ализаде и постала прва Иранка освајачица олимпијске медаље.

## Освајачи медаља

### Злато
- Киануш Ростами — Дизање тегова, до 85 кг
- Сохраб Моради — Дизање тегова, до 94 кг
- Хасан Јаздани — Рвање, слободни стил до 74 кг

### Сребро
- Комејл Гасеми — Рвање, слободни стил до 125 кг

### Бронза
- Саид Абдвали — Рвање, грчко-римски стил до 75 кг
- Гасем Резаи — Рвање, грчко-римски стил до 98 кг
- Кимиа Ализаде — Теквондо, до 57 кг
- Хасан Рахими — Рвање, слободни стил до 57 кг

## Учесници по спортовима
| Спорт         | Мушкарци | Жене | Укупно |
| ------------- | -------- | ---- | ------ |
| Атлетика      | 9        | 1    | 10     |
| Бициклизам    | 3        | 0    | 3      |
| Бокс          | 1        | 0    | 1      |
| Веслање       | 0        | 1    | 1      |
| Дизање тегова | 5        | 0    | 5      |
| Кајак и кану  | 1        | 0    | 1      |
| Мачевање      | 2        | 0    | 2      |
| Одбојка       | 12       | 0    | 12     |
| Пливање       | 1        | 0    | 1      |
| Рвање         | 12       | 0    | 12     |
| Стони тенис   | 2        | 1    | 3      |
| Стреличарство | 0        | 1    | 1      |
| Стрељаштво    | 1        | 4    | 5      |
| Теквондо      | 3        | 1    | 4      |
| Џудо          | 2        | 0    | 2      |
| 15 спортова   | 54       | 9    | 63     |